# Condominium germano-luxembourgeois

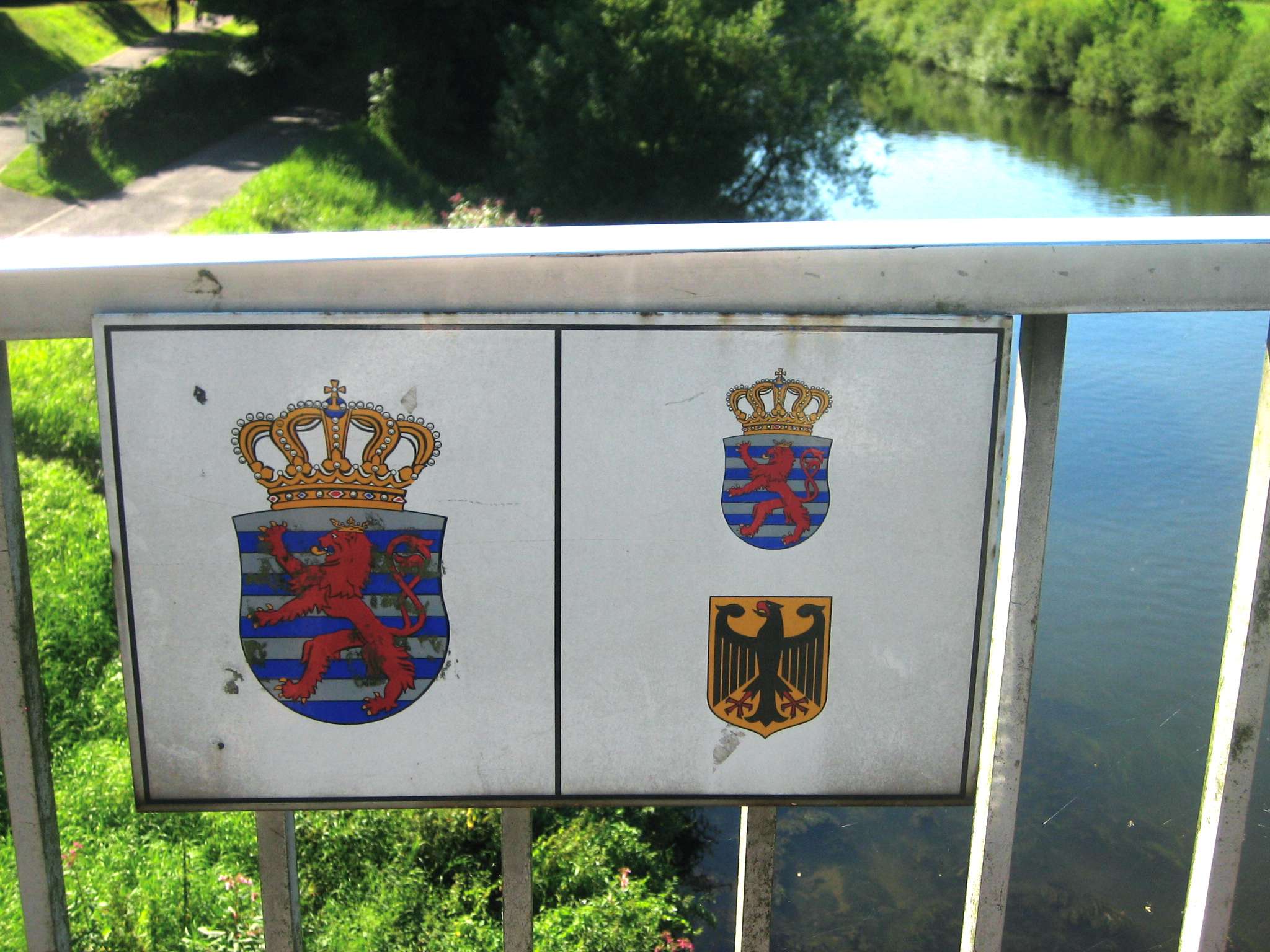
Panneau sur la passerelle franchissant la Sûre, entre le Luxembourg et l'Allemagne. À gauche, territoire luxembourgeois (armoiries du Luxembourg) ; à droite, condominium entre l'Allemagne et le Luxembourg (armoiries de l'Allemagne et du Luxembourg).

Le condominium germano-luxembourgeois (en allemand : gemeinschaftliches deutsch-luxemburgisches Hoheitsgebiet ou deutsch-luxemburgische Kondominium ; en luxembourgeois : däitsch-lëtzebuergesche Kondominium) est un territoire s'étendant sur les cours d'eau formant la frontière entre l'Allemagne et le Luxembourg : la Moselle, la Sûre et l'Our. Il s'agit d'un condominium : les cours d'eau, ainsi que les ponts qui les franchissent, sont à cet endroit, sous la souveraineté conjointe de l'Allemagne et du Luxembourg.

## Caractéristiques
La frontière entre l'Allemagne et le Luxembourg, longue de 135 km, suit sur presque toute sa longueur le système fluvial Our-Sûre-Moselle (à l'exception d'une section de 7 km autour de Vianden). Le condominium germano-luxembourgeois s'étend sur le lit des rivières, y compris les îles, le long de cette frontière : un territoire formé de deux sections, s'étendant sur environ 6,2 km2 (l'Our mesure environ 10 m de large, la Sûre 30 à 50 m, la Moselle 110 à 120 m).
Le condominium est sous souveraineté des deux pays ; administrativement, il n'est situé sur le territoire d'aucune des communes allemandes ou luxembourgeoises limitrophes. L'entretien des vingt-et-un ponts routiers et des sept ponts piétonniers est commun aux deux pays.
Les écluses de Grevenmacher et Stadtbredimus, sur la Moselle, ne font pas partie du condominium, mais sont situées en territoire luxembourgeois. Dans le port luxembourgeois de Mertert, la Wasserschutzpolizei allemande est compétente.
Le nord du condominium est compris dans le parc naturel germano-luxembourgeois (de).

## Histoire
Le condominium est créé le 9 juin 1815 lors du congrès de Vienne. L'article 25 de l'acte du congrès, intitulé « Possessions prussiennes sur la rive gauche du Rhin », définit les frontières du royaume de Prusse à cet endroit :

« Du point où la limite du canton de Conz, au-dessus de Gomlingen, traverse la Sarre, la ligne descendra la Sarre jusqu'à son embouchure dans la Moselle ; ensuite elle remontera la Moselle jusqu'à son confluent avec la Sure, cette dernière rivière jusqu'à l'embouchure de l'Our, et l'Our jusqu'aux limites de l'ancien département de l'Ourthe. Les endroits traversés par ces rivières ne seront partagés nulle part, mais appartiendront avec leur banlieue à la Puissance sur le terrain de laquelle la majeure partie de ces endroits sera située. Les rivières elles-mêmes, en tant qu'elles forment la frontière, appartiendront en commun aux deux Puissances limitrophes. »

Ce point est confirmé par les traités frontaliers du 26 juin 1816 et du 7 octobre 1816 entre le royaume uni des Pays-Bas et le royaume de Prusse.
Le Luxembourg obtient son indépendance au cours du XIXe siècle et l'Empire allemand est fondé en 1871 : la frontière actuelle entre les deux pays apparaît à cette date, sur le tracé du congrès de Vienne. L'interprétation de la phrase « les rivières elles-mêmes, en tant qu'elles forment la frontière, appartiendront en commun aux deux puissances limitrophes » est toutefois interprétée différemment à plusieurs reprises par les deux pays. L'Allemagne et le Luxembourg ouvrent en 1925 des négociations pour clarifier la situation. En 1938, l'Allemagne soumet un projet de traité établissant une frontière au milieu des cours d'eau ; ce projet n'est pas poursuivi à la suite de l'invasion du Luxembourg par l'Allemagne en 1940, pendant la Seconde Guerre mondiale.
La canalisation de la Moselle (de) entre 1958 et 1964 rend urgente une clarification de la frontière. Les négociations, engagées en 1979, se concluent le 19 décembre 1984 avec la signature d'un traité frontalier entre les deux pays.